# Гурин Микола Іванович
Мико́ла Іва́нович Гу́рин — сержант Збройних сил України.

## Бойовий шлях
Заступник командира протитанкового взводу, рота вогневої підтримки 5-го батальйону, 25-а окрема повітряно-десантна бригада.
Брав участь у захисті опорного пункту поблизу Оріхового Луганської області.
26 січня 2015-го при виконанні бойового завдання група, у складі якої був і сержант Гурин, потрапила на засідку, під час бою Микола був поранений.
Нагороду отримав в Чернігівському 407-у військовому госпіталі 31 березня 2015-го, де лікувався після поранень.

## Нагороди
30 березня 2015 року за особисту мужність і героїзм, виявлені у захисті державного суверенітету та територіальної цілісності України, вірність військовій присязі під час російсько-української війни, відзначений — нагороджений орденом «За мужність III ступеня».